# Keith Barnes
Keith Barnes (Port Talbot, Gales; 30 de octubre de 1934 – 8 de abril de 2024) fue un jugador y entrenador de rugby de Australia nacido en Gales que jugó en la posición de fullback. Es considerado como uno de los jugadores de rugby más finos del siglo XX.

## Carrera

### Club
| Periodo | Club             |
| ------- | ---------------- |
| 1953–54 | Wollongong Rugby |
| 1955–68 | Balmain Tigers   |

### Selección nacional
Jugó para Australia en 17 ocasiones de 1957 a 1966 donde anotó 54 goles y 108 puntos, participó en dos ediciones de la Copa del Mundo de Rugby League y fue campeón en la edición de 1957.

### Entrenador
| Periodo | Club           | Victorias | Empates | Derrotas |    |
| ------- | -------------- | --------- | ------- | -------- | -- |
| 1960    | Australia      | 4         | 3       | 0        | 1  |
| 1967–68 | Balmain Tigers | 45        | 27      | 2        | 16 |
| 1983    | Balmain Tigers | 1         | 1       | 0        |    |

## Logros

### Club
- Craven Mild Cup (1): 1967

### Selección nacional
- Copa del Mundo de Rugby League (1): 1957

### Individual
- Orden de Australia en 1996.[5]
- Medalla Deportiva Australiana en 2000.[6]
- Miembro del Salón de la Fama del Rugby Australiano en 2007.[7]
- Equipo del Siglo del Balmain Tigers (1908-2007)